# Žabljak (Livno, BiH)
Žabljak je naseljeno mjesto u gradu Livnu, Federacija Bosne i Hercegovine, BiH.

## Geografski položaj
Žabljak je prigradsko mjesto, oko 2 km jugozapadno od Livna. Sastoji se od dva dijela: Gornji i Donji Žabljak. Kroz selo protječe istoimena rijeka, duga oko 4,5 km, koja izvire u Gornjem Žabljaku, a ispod sela Prispa se zajedno s ostale dvije livanjske rijeke ujedinjava u Plovuću. Klima je kontinentalna, s oštrim zimama i vrućim ljetima. 

## Povijest
Ime sela se po prvi put u povijesnim izvorima spominje u popisu bosanskih nahija i timara s početka 17. stoljeća. Među 50 sela koje se spominju u popisu nalazi se i Žabjak.

## Stanovništvo

### Popisi 1971. – 1991.
| Žabljak            |                |                |                |
| godina popisa      | 1991.          | 1981.          | 1971.          |
| Hrvati             | 1.743 (92,46%) | 1.655 (89,41%) | 1.450 (89,12%) |
| Srbi               | 66 (3,50%)     | 71 (3,83%)     | 114 (7,00%)    |
| Muslimani          | 40 (2,12%)     | 16 (0,86%)     | 53 (3,25%)     |
| Jugoslaveni        | 21 (1,11%)     | 101 (5,45%)    | 4 (0,24%)      |
| ostali i nepoznato | 15 (0,79%)     | 8 (0,43%)      | 6 (0,36%)      |
| ukupno             | 1.885          | 1.851          | 1.627          |

### Popis 2013.
| Žabljak            |                |
| godina popisa      | 2013.          |
| Hrvati             | 2.668 (97,51%) |
| Bošnjaci           | 30 (1,10%)     |
| Srbi               | 12 (0,44%)     |
| ostali i nepoznato | 26 (0,95%)     |
| ukupno             | 2.736          |

## Poznate osobe
- Ivan Jolić (18. svibnja 1980.), bosanskohercegovački nogometaš
- Pero Mioč (12. siječnja 1942.),[2] hrvatski kazališni redatelj i književni prevoditelj

## Vanjske poveznice
- Internet stranice Žabljaka  Arhivirana inačica izvorne stranice od 17. rujna 2013. (Wayback Machine)